# Мёрнахан, Дермот
Дермот Джон Мёрнахан (англ. Dermot John Murnaghan, род. 26 декабря 1957 года) — британский журналист. Ведущий круглосуточного новостного телеканала Sky News. Ранее работал на телеканалах CNBC Europe, ITV и BBC.

## Биография
Родился 26 декабря 1957 года в городе Барнстапл (графство Девон, Англия). Вскоре после рождения семья Мёрнахан позднее переехала жить в Северную Ирландию: сначала в графство Арма, а затем в Ньюри.
Получил образование в двух североирландских школах: начальное — в школе имени Святой Малахии, среднее — в Верхней школе Салливан. Окончил Университет Сассекса в 1980 году со степенью магистра и аспирантуру в Лондонском городском университете по направлению журналистики.
В первые годы деятельности был репортёром-стажёром местных печатных изданий. С 1984 года работал обозревателем на телеканале Channel 4, а затем репортёром в передаче «Business Program».
С 1989 по 1991 год работал специальным корреспондентом в Швейцарии на телеканале CNBC Europe, но вскоре вернулся на Channel 4, где заменил ушедшую с «World News» ведущую Кэрол Бэрнс.
В 1990-х годах работал ведущим дневного и вечернего выпуска новостей на телеканале ITV. В период с 1993 по 1997 год снялся примерно в 100 эпизодах телесериала «Большая история». В 1997 году в качестве ведущего новостей ITN Мёрнахан одним из первых сообщил зрителям ITV новость о гибели принцессы Дианы Уэльской. В 2001 году на ITV освещал ход проведения и итоги выборов в Палату общин.
С сентября 2002 по декабрь 2007 года Мёрнахан был главным ведущим утреннего канала BBC Breakfast в эфирах BBC One и BBC News. 20 декабря 2007 года Дермот Мёрнахан провел свой последний эфир на BBC, после чего объявил о переходе на Sky News. С 8 января 2008 года работает ведущим новостей на Sky News. С января 2011 года по декабрь 2016 года был ведущим авторского аналитического выпуска новостей «Murnaghan», выходящего в эфир в воскресенье с 10:00 по 12:00. С сентября 2016 года ведёт вечерний выпуск новостей «Sky News Tonight», в период с понедельника по четверг. В период подготовки к проведению парламентских выборов 2019 года вёл собственный репортаж в ночном эфире Sky News под названием The Brexit Election.
На BBC Мёрнахан был ведущим нескольких викторин. В 2002—2003 годах вел приключенческую викторину «Кладоискатели». В 2003—2014 годах вел телеигру «Умник», а также его непродолжительно существовавший спин-офф «Вы действительно умник?».
В 2004 году снялся в камео, в качестве ведущего новостей в телесериалах Абсолютная власть и Полуночный человек.

## Критика и скандалы

### Письмо Эрика Пиклза
17 января 2015 года во время интервью с членом теневого кабинета министров Чукой Умунной Мёрнахан попросил прокомментировать письмо Эрика Пиклза, адресованного к имамам Британии с призывом бороться против экстремизма в своих мечетях. После ряда повышенных реплик Умунна заявил, что он не будет давать комментариев к тем письмам, которые не читал, а затем махнул рукой, встал с места и ушел из эфира.

### Интервью с президентом Эстонии
8 февраля 2015 года во время прямого включения из Мюнхена, где проходила 51-я Мюнхенская конференция по безопасности, Мёрнахан дважды ошибся в имени президента Эстонии Тоомаса Хендрика Ильвеса, представив его в эфире просто Тоомасом Хендриком — без фамилии. Во время интервью Мёрнахан собирался обсудить с ним ситуацию о появлении новой возможной угрозы со стороны России. Поприветствовав фразой «Доброе утро, президент Хендрик», Ильвес потребовал произнести его имя правильно, а затем отвернулся от камеры, снял очки и сообщил стоящему оператору об ошибке словами: «скажите ему, чтобы он заткнулся, он даже не может правильно назвать мое имя». Позднее журналист принёс свои извинения и интервью с президентом в прямом эфире было дано.

### Интервью с главой МИД Великобритании
4 декабря 2016 года во время интервью с министром иностранных дел Великобритании Борисом Джонсоном Мёрнахан устроил в эфире блиц-опрос в формате «паб-квиз», расспрашивая его об именах известных мировых политиков. Во время эфира ведущий задал Джонсону очередной вопрос о том, кто является главой МИД Франции и президентом Республики Корея. В последнем случае Джонсон не смог назвать имя президента Южной Кореи и ответил предложением продолжить беседу о мировых политиках в пабе с Дермотом, после чего махнул ладонью и вышел из кадра.

### Интервью с зампостпредом России при ООН
9 мая 2022 года во время интервью с первым заместителем Постоянного представителя Российской Федерации при ООН Дмитрием Полянским Мёрнахан неоднократно перебивал своего собеседника, обсуждая с ним тему героизации нацизма на Украине. В эфире Sky News Полянский коснулся личности президента Украины Владимира Зеленского, который в канун 9 мая опубликовал в сети Instagram пост с изображением солдата, обмундированного в форму с нашивками дивизии СС «Мёртвая голова», причастной к убийству британских солдат в первые годы Второй мировой войны. В какой-то момент ведущий неожиданно прервал интервью, сославшись на ограниченное эфирное время, а следом высказал реплику о невозможности проверить озвученную Полянским информацию.

## Личная жизнь
Женат на Марии Киган. В браке с 1989 года. Имеет четверых детей. Болельщик лондонского футбольного клуба «Арсенал».
В 2006 году Мёрнахан стал президентом Клуба телевидения и радио (TRIC), годом позже вёл церемонию награждения премии TRIC 2007.
9 марта 2017 года Мёрнахан стал участником дорожно-транспортного происшествия в лондонском Кентиш-тауне. В результате столкновения автомобиля с велосипедом (на котором он направлялся на работу) журналист отделался лишь ссадинами на лице. Водитель спровоцировавший ДТП попытался скрыться с места происшествия, отбиваясь от сбитого им журналиста мобильным телефоном. Через несколько минут водитель был пойман полицией, а из-за полученных ссадин Мёрнахан не выходил в эфир новостей Sky News 2 дня.